# Tyloperla illiesi
Tyloperla illiesi is een steenvlieg uit de familie borstelsteenvliegen (Perlidae). De wetenschappelijke naam van de soort is voor het eerst geldig gepubliceerd in 2005 door Stark & Sivec.